# Substances (série)
Substances est une émission de télévision québécoise en six épisodes de 30 minutes animée par Hugo Meunier, Sara Buzzell et Jean Bourbeau et présentée à partir du 15 octobre 2024 sur la chaîne Savoir média.

## Synopsis
Substances est une série documentaire dans laquelle trois journalistes d’URBANIA plongent dans l’univers des drogues afin d’explorer la place qu’elles occupent dans la société québécoise d’aujourd’hui. Grâce à des rencontres avec des experts et des immersions sur le terrain, Hugo Meunier, Sara Buzzell et Jean Bourbeau dévoilent les multiples facettes de la consommation et les enjeux qui l’entourent.

## Épisodes
Chaque épisode se consacre à un type de drogue précis : fentanyl, GHB, hallucinogènes, cocaïne, Xanax et cannabis.

### Les psychédéliques et hallucinogènes
Hugo Meunier se penche sur la place des drogues psychédéliquesdans notre société, qu'il s'agisse d'usages récréatifs ou thérapeutiques.

### Le GHB
Connu sous le nom de "drogue du viol", le GHB est pourtant également consommé consciemment à des fins récréatives. Pourquoi? Et quels en sont les risques? Sara Buzzell a mené l'enquête sur ce phénomène.

### Le fentanyl et les autres opioïdes
Quels sont les effets du fentanyl sur le corps et, surtout, comment en est-on arrivés à cette situation préoccupante? Jean Bourbeau mène l’enquête.

### La cocaïne et ses dérivés
Jean Bourbeau explore la place de la cocaïne et de ses dérivés dans la société, ainsi que leurs conséquences sur les consommateurs.

### Le Xanax et autres benzodiazépines
Le Xanax et les benzodiazépines, souvent prescrits pour réduire le stress et améliorer le sommeil, sont aussi détournés à des fins récréatives. Leur usage croissant chez les jeunes et leur potentiel addictif suscitent des inquiétudes. Sara Buzzell explore cette réalité.

### Le cannabis
6 ans après la légalisation du cannabis en 2018 au Canada, Hugo Meunier fait le point sur la place de cette substance dans notre société, aujourd’hui accessible et démocratisée, mais toujours entourée d’enjeux sur sa sécurité et son commerce illicite.

## Prix
En 2025, la série est finaliste dans les catégories Meilleure série documentaire : santé, nature, science et environnement et Meilleure réalisation série documentaire : santé, nature, science et environnement aux 40e Prix Gémeaux.